# Shockwave Player
Shockwave Player è stato un plug-in utilizzato per la riproduzione di contenuti web costruiti con Adobe Flash e Adobe Director.
Distribuito anche in versione stand-alone è stato scaricabile gratuitamente dal sito di Adobe.
Essendo Flash ormai diventato uno standard su internet, dopo il debutto di Adobe Flash Player, più leggero, Shockwave Player è rimasto il player ufficiale per Director.
Sia Flash che Director erano usati per costruire siti interattivi, giochi più o meno elaborati e CD multimediali.
Director, dalla versione 7, supportava anche una gestione avanzata e affidabile di un ambiente tridimensionale definito Shockwave 3D.
Il 26 febbraio 2019, Adobe ha annunciato di voler cessare definitivamente lo sviluppo di Shockwave e del relativo Player, essendo divenuti ormai una tecnologia obsoleta. Pertanto, a partire dal 9 aprile 2019, non è stato più possibile scaricarlo dal sito di Adobe; tuttavia risulta ancora attiva la pagina per le distribuzioni del player, da cui è ancora possibile lo scaricamento dal sito ufficiale. L'ultima e definitiva versione è stata la 12.3.5.205, pubblicata il 15 marzo 2019.